# Guinn Smith
Owen Guinn Smith, född 2 maj 1920 i McKinney i Texas, död 24 januari 2004 i San Francisco i Kalifornien, var en amerikansk friidrottare.
Smith blev olympisk mästare i stavhopp vid olympiska sommarspelen 1948 i London.